# 三豊鳥坂インターチェンジ

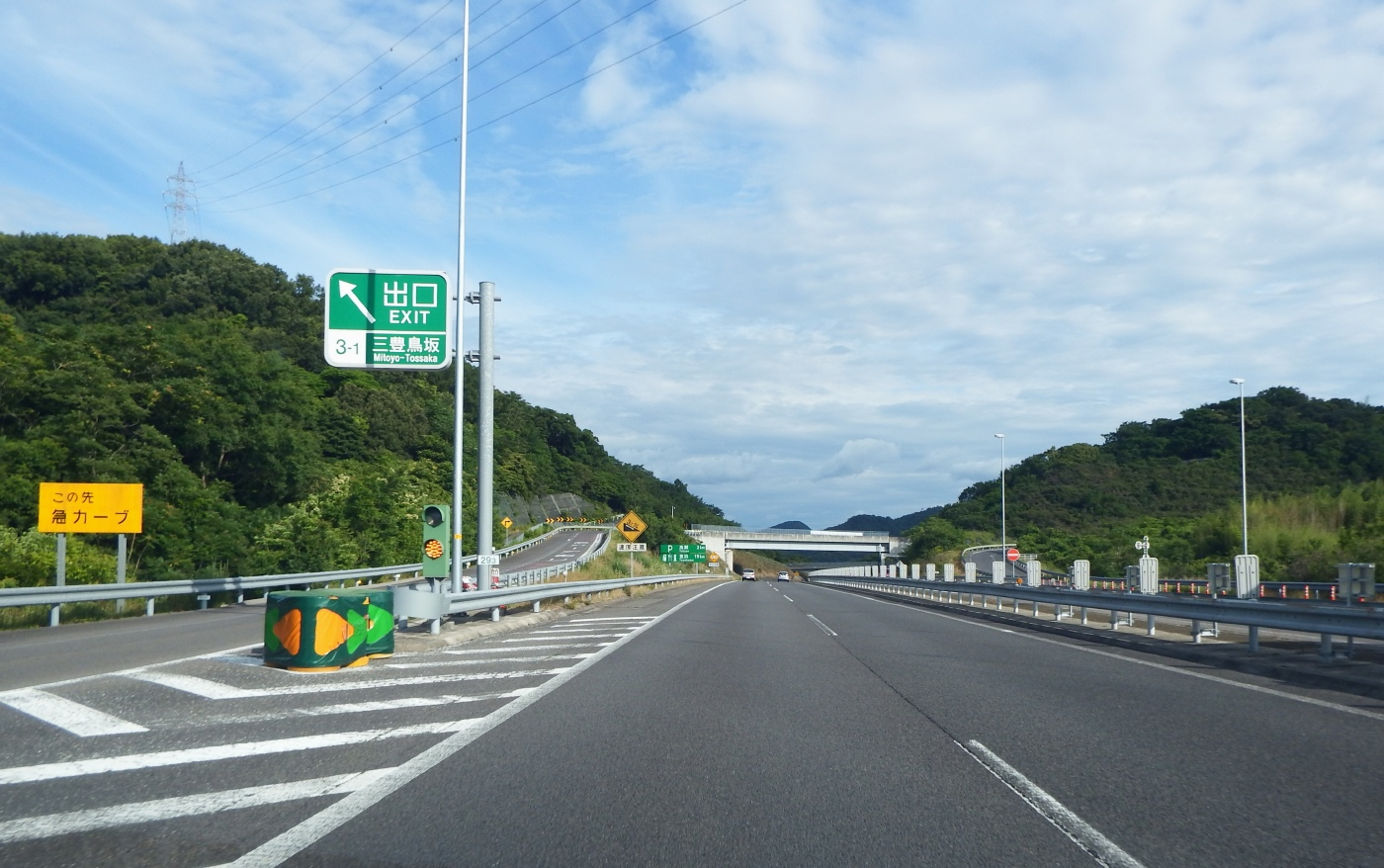
本線出口

三豊鳥坂インターチェンジ（みとよとっさかインターチェンジ）は、香川県三豊市にある高松自動車道のインターチェンジ（地域活性化インターチェンジ）である。

## 概要
2006年3月24日に供用を開始した。上り（高松・岡山）方面のみ流出入可能なハーフインターチェンジである。下り方面には隣接するインターチェンジ（善通寺IC、さぬき豊中IC）を利用することになる。
IC名は本ICの北西にある鳥坂峠に由来する。

## 道路
- E11 高松自動車道（3-1番）
- 接続する道路：香川県道220号大見吉津仁尾線

## 歴史
当ICの建設された高松自動車道善通寺IC - さぬき豊中IC間の距離は14.6kmと香川県内区間では長い部類に入るため、地元自治体を中心にIC設置活動が行われ、1999年12月に地域活性化インターチェンジとして設置が認められた。
当ICが高松・岡山方面行きのハーフインターチェンジなのは開発インターチェンジとして計画が進められていた頃の名残りである（開発ICは建設費地元負担のためコスト削減でハーフが選ばれた）。

### 沿革
- 1981年（昭和56年）頃 : 三野町（現：三豊市）の鳥坂地区に追加インターチェンジ構想が持ち上がる。
- 1990年（平成2年）頃 : この頃、建設費を理由にハーフインターチェンジで整備する計画に変更。
- 1999年（平成11年）12月 : 鳥坂インターチェンジ（仮称）の設置が正式決定。
- 2002年（平成14年）11月 : インターチェンジ建設工事着工。
- 2005年（平成17年）7月19日 : インターチェンジの名称が「三豊鳥坂（みとよとっさか）」に決定。
- 2006年（平成18年）3月24日 : 供用開始。

## 周辺
- 三豊市三野支所
- 三豊市緑ヶ丘総合運動公園
  - 三豊市総合体育館
- たかせ天然温泉
- 四国八十八箇所 71番札所弥谷寺
- 十波羅蜜寺
- 道の駅ふれあいパークみの
- トヨタオートオークション四国会場

## 料金所

### 入口
- レーン数：2
  - ETC専用：1
  - ETC・一般：1

### 出口
- レーン数：2
  - ETC専用：1
  - 一般(希にETC・一般)：1

## 隣
E11 高松自動車道
(3) 善通寺IC - (3-1) 三豊鳥坂IC  - 高瀬PA - (4) さぬき豊中IC